# Видима
Вижте пояснителната страница за други значения на Видима.
Видима е река в Северна България, област Ловеч – общини Априлци и Троян и област Габрово – община Севлиево, ляв приток на Росица, от басейна на Янтра. Дължината ѝ е 67,6 km, която ѝ отрежда 56-о място сред реките на България.
Река Видима се образува от сливането на двете съставящи я реки – Лява Видима и Дясна Видима (Острешка река) в кв. „Зора“ на град Априлци. За начало се приема река Лява Видима, която извира от северозападното подножие на връх Ботев в Калоферска планина на Стара планина, в резервата „Северен Джендем“, на 2040 m н.в. под името Василковица. До кв. „Видима“ на град Априлци тече в дълбока гориста долина, след което се насочва на северозапад и пресича Новоселската котловина. Между селата Велчево и Дебнево тече на север и образува живописна проломна долина, след което завива на изток и долината ѝ става широка. Влива се отляво в река Росица на 206 m н.в., на 3 km южно от град Севлиево.
Площта на водосборния басейн на Видима е 554 km2, което представлява 24,2% от водосборния басейн на Росица.
Основни притоци – → ляв приток, ← десен приток:
- ← Мушичев дол
- ← Пръскалска река
- → Стърна река
- ← Острешка река (Дясна Видима)
- → Зла река
- → Талсински дол
- → Черешица
- → Бостандере
- → Шмашки дол
- → Иловица
- ← Граднишка река
- ← Елощица

Среден годишен отток при устието 5,6 m3/s, с ясно изразено пролетно пълноводие от април до юни, дължащо се на снеготопенето и лятно-есенно маловодие – август-октомври.
По течението на реката са разположени 1 град и 6 села:
- Област Ловеч

- Община Априлци – Априлци, Скандалото, Велчево;
- Община Троян – Дебнево;

- Област Габрово

- Община Севлиево – Бериево, Градница, Душево.

В долното течение на реката водите ѝ се използват за напояване, а в горното за производство на електроенергия – ВЕЦ „Видима“.
Между селата Градница и Дебнево, по десния бряг на реката, на протежение от 12,4 km преминава част от Републикански път III-404 от Държавната пътна мрежа Богатово – Севлиево – Дебнево.
Между град Априлци и село Велчево, по долината на реката, на протежение от 14 км преминава част от Републикански път III-607 от Държавната пътна мрежа Калофер – Априлци – Троян (през Стара планина част от трасето на пътя не е построено), а между селата Дебнево и Велчево, на протежение от 11,3 km – участък от Републикански път III-3505
В горното течение на Пръскалска река се намира вторият по височина водопад в България – Видимско пръскало (80 в)

## Топографска карта
- Лист от карта K-35-39. Мащаб: 1 : 100 000.
- Лист от карта K-35-38. Мащаб: 1 : 100 000.